# Najū Khānlū
Najū Khānlū (persiska: دمیر تپه, Damīr Tappeh, نجو خانلو, نجف خانلو) är en ort i Iran.   Den ligger i provinsen Östazarbaijan, i den nordvästra delen av landet, 500 km nordväst om huvudstaden Teheran. Najū Khānlū ligger 1 234 meter över havet och antalet invånare är 124.
Terrängen runt Najū Khānlū är kuperad.Runt Najū Khānlū är det ganska tätbefolkat, med 56 invånare per kvadratkilometer. Närmaste större samhälle är Sārī Sūlī, 2,7 km öster om Najū Khānlū. Trakten runt Najū Khānlū består i huvudsak av gräsmarker.